# Mylothris erlangeri
Mylothris erlangeri is een vlindersoort uit de familie van de Pieridae (witjes), onderfamilie Pierinae.
Mylothris erlangeri werd in 1902 beschreven door Arnold Pagenstecher.